# Siergiej Ułagaj

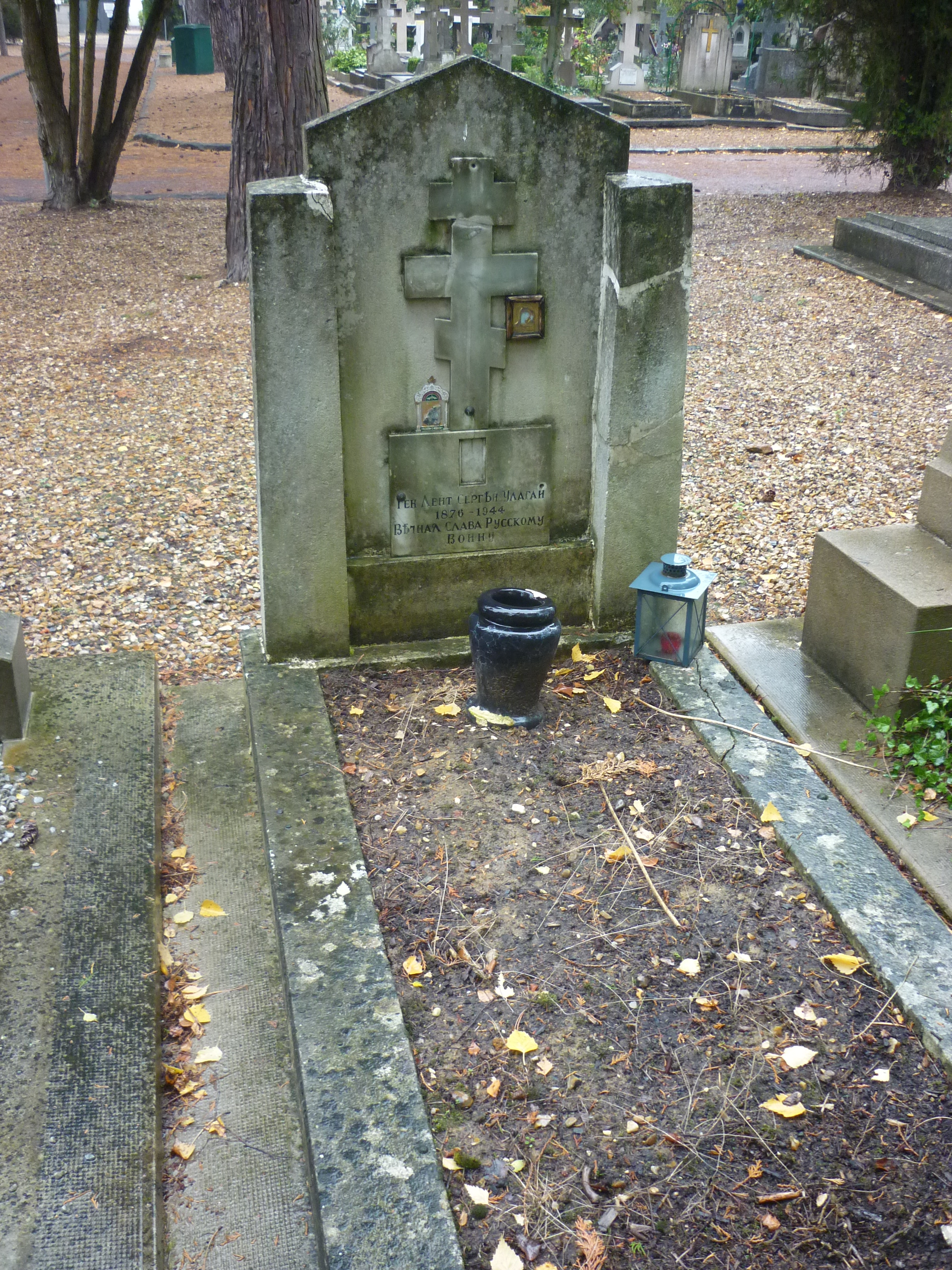
Grób na cmentarzu Sainte-Geneviève des Bois

Siergiej Gieorgijewicz Ułagaj (Kuczuk) (ros. Сергей Георгиевич Улагай (Кучук); ur. 19 października?/31 października 1875 na Kubaniu, zm. 20 marca 1947 w Marsylii) – rosyjski wojskowy (generał lejtnant), oficer armii albańskiej w okresie międzywojennym, dowódca Waffen-Gruppe „Nordkaukasien” w składzie Kaukaskiego Związku Bojowego SS pod koniec II wojny światowej.

## Życiorys
Ukończył w 1895 korpus kadetów w Woroneżu, a w 1897 nikołajewską szkołę kawalerii. W latach 1904–1905 brał udział w wojnie rosyjsko-japońskiej. W momencie wybuchu I wojny światowej w 1914 dowodził 2 zaporoskim pułkiem kawalerii Kozaków kubańskich. W 1917 w stopniu pułkownika uczestniczył w tzw. puczu gen. Ławra Korniłowa. We wrześniu został aresztowany, ale udało mu się zbiec na Kubań, gdzie przystąpił do wojsk białych. Zorganizował partyzancki oddział kawalerii Kozaków kubańskich, stając na jego czele. W lutym 1918 został dowódcą kawalerii w ochotniczym oddziale kozackim płk. Lisewickiego. W marcu tego roku objął dowództwo czerkieskiego pułku kawalerii, a w maju – batalionu piechoty Kozaków kubańskich. W lipcu został ciężko ranny. Jednakże już 22 lipca powrócił na front, rozkazem gen. Antona Denikina przejmując dowództwo 2 dywizji kawalerii Kozaków kubańskich. Pod koniec sierpnia poniosła ona duże straty w rejonie Błagodatnoje. 12 listopada S. Ułagaj został awansowany do stopnia generała majora. 27 lutego 1919 objął dowództwo II Korpusu Kawalerii Kozaków kubańskich (utworzonego na bazie 2 dywizji kawalerii), który został rozbity przez wojska bolszewickie pod Rostowem nad Donem. W czerwcu tego roku został dowódcą kawaleryjskiej grupy walczącej pod Carycynem, a w listopadzie – samodzielnej grupy kawaleryjskiej Kozaków kubańskich i dońskich w składzie korpusu gen. Konstantina K. Mamontowa, zniszczonej w grudniu w walkach na Donbasie. W styczniu 1920 r. w stopniu generała lejtnanta stanął na czele wojsk Kozaków kubańskich na zachodnim Kaukazie. Pod koniec marca tego roku przeszedł wraz z resztkami swoich oddziałów na Krym w rejon Tuapse-Soczi. Został przeniesiony do rezerwy oficerskiej do dyspozycji gen. Piotra N. Wrangla, pełniąc jednocześnie funkcję atamana wojskowego Kozaków kubańskich. 
Przygotował plan operacji wysadzenia desantu na Kubaniu w rejonie Tamania. W tym celu pod koniec lipca objął dowództwo grupy desantowej kawalerii kozackiej liczącej ok. 14 tys. żołnierzy. Desantowała się ona na Kubaniu na wybrzeżu Morza Azowskiego, ale już we wrześniu została rozbita, a jej resztki wycofały się z powrotem na Krym. Generał S. G. Ułagaj został usunięty z armii białych, a w październiku 1920 ewakuował się wraz z wojskami do Gallipoli. 
Na emigracji zamieszkał w Albanii, gdzie wstąpił do armii albańskiej. W 1924 jako dowódca kozackiego oddziału kawalerii uczestniczył w przewrocie wojskowym, który wyniósł do władzy Ahmeda Zogu, późniejszego króla Zogu I. W 1941 nawiązał kontakty z Niemcami i gen. Piotrem N. Krasnowem, stojącym na czele Centralnego Biura do Spraw Kozackich i Administracji Wojsk Kozackich. Od 1942 służył przy sztabie niemieckiego komendanta Belgradu. Pod koniec 1944 wstąpił do kolaboracyjnych wojsk kozackich w służbie armii niemieckiej. W styczniu 1945 w stopniu Sturmbannführera der SS został dowódcą Waffen-Gruppe „Nordkaukasien” w składzie Kaukaskiego Związku Bojowego SS. Walczył przeciwko NOVJ – partyzantce Josipa Broz Tity na obszarze okupowanej Jugosławii. Po zakończeniu wojny przedostał się do Francji. Jako obywatel Albanii nie został wydany Sowietom. Zmarł 20 marca 1947 w Marsylii.